# Гнила Липа
Гнила́ Ли́па — річка в Україні, у межах Львівського району Львівської області та Івано-Франківського району Івано-Франківської області. Ліва притока Дністра (басейн Чорного моря).

## Опис
Довжина 87 км, площа басейну 1320 км². Похил річки 1,4 м/км. Річкова долина у верхів'ях V-подібна, нижче за течією — трапецієподібна, завширшки до 2,6 км. Річище помірно звивисте, завширшки 0,5—50 м, завглибшки пересічно 0,5—1,5 м (максимум 3 м); відрегульоване в пониззі. Споруджено водонапірні греблі, ставки, а також Бурштинське водосховище. Використовується на технічне водопостачання.

## Розташування
Гнила Липа бере початок на схід від села Липівців, біля підніжжя Високої Гори, що у пагористому пасмі Гологори. Тече спочатку (упродовж кількох кілометрів) на захід, згодом повертає на південь, а неподалік від гирла — дещо на південний схід. Впадає у Дністер на схід від міста Галича і на південь від села Тустань.

## Населені пункти
На річці розташовані: міста Перемишляни, Рогатин і Бурштин, смт Більшівці та декілька сіл.

## Притоки
Погиблиця, Осталовський потік, Верхня Рудка, Нижня Рудка, Струга (праві); Марушка, Болотня, Віслянка, Студений Потік, Нараївка, Млинівка (ліві).